# Autobusna linija br. 236 u Zagrebu
Linija 236 (Kampus – Čavićeva) dnevna je autobusna linija u Zagrebu. Pokrenuta je u petak, 12. listopada 2007. godine.
Prometuje radnim danom na trasi: Kampus fakultet – Borongajska cesta – Čavićeva (Getaldićeva ulica → Ulica grada Gospića → Ulica Marijana Čavića)
Linija opslužuje studente i djelatnike fakulteta i ustanova unutar Znanstveno-učilišnog kampusa Borongaj. Na stajalištu Čavićeva presjeda se na tramvajske linije 2, 3 i 13 prema gradu.
Kako broj putnika ovisi o akademskoj godini i aktivnostima fakulteta, linija ne prometuje vikendom i praznicima. Linija također ne prometuje ljeti i u vrijeme oko Božića i Nove godine.

## Vanjske poveznice
- Vozni red linije 236

1. ↑  Datoteke u GTFS formatu. zet.hr. Pristupljeno 5. lipnja 2025. - Sadrži informacije tijela javne vlasti u skladu s Otvorenom dozvolom
2. ↑  Nova autobusna linija prilagođena potrebama studenata: 236 Kampus Borongaj – Čavićeva. Autobusi.org. 9. veljače 2019. Pristupljeno 20. lipnja 2025.